# Devil Without a Cause
Devil Without a Cause (englisch für „Teufel ohne Grund“) ist das vierte Studioalbum des US-amerikanischen Musikers Kid Rock. Es wurde am 18. August 1998 bei Atlantic Records veröffentlicht.

## Hintergrund
Die Texte zu den Liedern schrieb Kid Rock zusammen mit den Mitgliedern seiner Band und mit Uncle Kracker, der zu diesem Zeitpunkt bereits seine Solokarriere begonnen hatte. Es ist das letzte Album von Kid Rock, das eher in den Bereich Hip-Hop als in Rock eingeordnet wird. Die meisten Stücke sind eine Mischung aus diesen beiden Genres. Jedoch befinden sich dazu auch einige reine Hip-Hop-Stücke auf dem Album, z. B. der Titelsong Welcome 2 the Party.

## Titelliste
Das Album ist in zwei Versionen erschienen: In einer Standardversion und in einer zensierten, der sogenannten „Clean Version“. Die Standardversion enthält folgende Titel:
1. Bawitdaba – 4:27
2. Cowboy – 4:17
3. Devil Without a Cause – 5:32 (feat. Joe C.)
4. I Am the Bullgod – 4:50
5. Roving Gangster (Rollin') – 4:24
6. Wasting Time – 4:02
7. Welcome 2 the Party (Ode 2 the Old School) – 5:14
8. I Got One for Ya – 3:43 (feat. Robert Bradley)
9. Somebody's Gotta Feel This – 3:09
10. Fist of Rage – 3:23
11. Only God Knows Why – 5:27
12. Fuck Off – 6:13 (feat. Eminem)
13. Where U At Rock – 4:24
14. Black Chick, White Guy – 7:07
15. I Am the Bullgod (Remix) – 4:51 (Hidden Track, direkt an #14 angehängt)

Samples
- Bawitdaba
  - Rapper’s Delight – Sugarhill Gang
  - Making Cash Money – Busy Bee
  - Rocket In My Pocket (Live) – Cerrone
- Cowboy
  - L.A. Woman – The Doors
- Devil Without a Cause
  - Mysterious Ways – U2
  - The Freaks Come Out At Night – Whodini
  - Don’t Fight The Feeling – Too Short
  - Looking For The Perfect Beat – Soulsonic Force
  - Down On The Avenue – Fat Larry’s Band
- I Am The Bullgod
  - War Pigs – Black Sabbath
- Roving Gangster (Rollin)
  - Stick Em – The Fat Boys
  - Long Red (live) – Mountain
  - South Bronx – Boogie Down Productions
- Wasting Time
  - Second Hand News – Fleetwood Mac
- Welcome 2 The Party
  - Free Your Mind – The Politicians
  - The Message –  Grandmaster Flash
  - He Cuts So Fresh – Marley Marl
- I Got One For Ya
  - Slow Slow Disco – Swamp Dogg
  - In The Summertime – Mungo Jerry
  - Freddy Fender – The Faces
- Somebody’s Gotta Feel This
  - Whole Lotta Love – Led Zeppelin
- Fist Of Rage
  - Communication Breakdown – Led Zeppelin
- Only God Knows Why
  - Yellow Ledbetter – Pearl Jam
- Fuck Off
  - NIB – Black Sabbath
  - Running With The Devil – Van Halen
- Where U At Rock
  - Rock The House – The B Boys
- Black Chick, White Guy
  - Ain’t No Sunshine – Bill Withers
  - Cars – Gary Numan

## Singleauskopplungen
Als erste Single wurde Welcome 2 the Party (Ode 2 the Old School) veröffentlicht, diese verfehlte die Charts. Es folgte I Am the Bullgod, die die Mainstream-Rockcharts in den Vereinigten Staaten erreichte. Die dritte Single Bawitdaba avancierte zum internationalen Charthit. Der Titel konnte sich unter anderem in Deutschland, Neuseeland und Großbritannien in den Charts platzieren. Die ersten Erfolge in den US-amerikanischen Billboard Hot 100 hatte Kid Rock mit Cowboy und Only God Knows Why, die sich dort auf Platz 82 bzw. 19 platzieren konnten.
Singles in den Charts

| Jahr | Titel              | Höchstplatzierung, Gesamtwochen, AuszeichnungChartplatzierungen (Jahr, Titel, , Platzierungen, Wochen, Auszeichnungen, Anmerkungen) | Höchstplatzierung, Gesamtwochen, AuszeichnungChartplatzierungen (Jahr, Titel, , Platzierungen, Wochen, Auszeichnungen, Anmerkungen) | Höchstplatzierung, Gesamtwochen, AuszeichnungChartplatzierungen (Jahr, Titel, , Platzierungen, Wochen, Auszeichnungen, Anmerkungen) | Anmerkungen                            |
| Jahr | Titel              | DE | UK | US | Anmerkungen                            |
| ---- | ------------------ | --- | --- | --- | -------------------------------------- |
| 1999 | Bawitdaba          | DE84 (3 Wo.)DE | UK41 (2 Wo.)UK | — | Erstveröffentlichung: 4. Mai 1999      |
| 1999 | Cowboy             | — | UK36 (2 Wo.)UK | US82 (5 Wo.)US | Erstveröffentlichung: 19. Oktober 1999 |
| 2000 | Only God Knows Why | DE96 (1 Wo.)DE | — | US19 (20 Wo.)US | Erstveröffentlichung: 12. Februar 2000 |

## Rezeption
Allmusic.com vergab 4,5 von 5 möglichen Sternen und bezeichnete das Album als „Meisterstück des Rap-Rock“. Das Magazin Rolling Stone vergab 4 von 5 möglichen Sternen. Bei ultimate-guitar.com erhielt das Album 8.5 von 10 möglichen Punkten.

## Kommerzieller Erfolg

### Chartplatzierungen
| ChartsChartplatzierungen       | Höchstplatzierung | Wochen |
| ------------------------------ | ----------------- | ------ |
| Deutschland (GfK)              | 82 (15 Wo.)       | 15     |
| Österreich (Ö3)                | 28 (9 Wo.)        | 9      |
| Vereinigte Staaten (Billboard) | 4 (111 Wo.)       | 111    |

| ChartsJahrescharts (1999)      | Platzierung |
| ------------------------------ | ----------- |
| Vereinigte Staaten (Billboard) | 14          |

| ChartsJahrescharts (2000)      | Platzierung |
| ------------------------------ | ----------- |
| Vereinigte Staaten (Billboard) | 15          |

### Auszeichnungen für Musikverkäufe
Devil Without a Cause ist die meistverkaufte Veröffentlichung von Kid Rock. Das Album verkaufte sich weltweit laut Schallplattenauszeichnungen über 11,4 Millionen Mal, davon allein elf Millionen Mal in den Vereinigten Staaten.
| Land/Region                  | Auszeichnungen für Musikverkäufe (Land/Region, Auszeichnung, Verkäufe) | Verkäufe   |
| ---------------------------- | ---------------------------------------------------------------------- | ---------- |
| Kanada (MC)                  | 4× Platin                                                              | 400.000    |
| Neuseeland (RMNZ)            | Gold                                                                   | 7.500      |
| Vereinigte Staaten (RIAA)    | 11× Platin                                                             | 11.000.000 |
| Vereinigtes Königreich (BPI) | Silber                                                                 | 60.000     |
| Insgesamt                    | 1× Silber · 1× Gold · 5× Platin · 1× Diamant ·                         | 11.467.500 |